# Den kommende opstand
Den kommende opstand (L'insurrection qui vient) er en bog skrevet af Den usynlige komité. Bogen udkom i Frankrig i 2007 og tager sit udgangspunkt i erfaringer fra tidens intense studenterbevægelser og forstadsoptøjer i et forsøg på at forstå situationen i dag.
Nogle af bogens mange temaer er venskab, depression, vrede, familien, byen, parforholdet, sproget, miljøet, miljøer, økonomien som religion, arbejde som mobilisering, krise som en måde at regere på, at knytte bånd, at mærke sandhed og at være til stede. Bogens hovedtema udtrykker sig i en akut formulering af behovet for at finde hinanden i en ny sammenhæng: fællesskaber.
Vinteren 2011 blev bogen oversat til dansk på forlaget After Hand.

## Bogens dele
Bogen er delt op i to dele. Første del består af de syv kredse af fremmedhed, der hver omhandler en kilde til lidelse i samtiden: Mig, Samfundet, Arbejdet, Metropolen, Økonomien, Miljøet og til sidst Civilisationen.
Anden del er formuleret i bydeform og forsøger at finde ud af hvordan en opstandsproces kan bygges op fra grunden baseret på fællesskaber. Den usynlige komité fremhæver en række strategiske bevægelser: afholde sig fra at formulere krav; organisering uden organisation; finde hinanden i fællesskaber; forblive usynlig og uigennemsigtig for magten; opretholde omertá overfor medierne; indirekte aktion; ikke eje territoriet, men "være territoriet" m.m.

## Ligheder med DantesDen guddommelige komedie
Bogens struktur med syv kredse stammer fra Dantes beskrivelse af Skærsilden i Den Guddommelige Komedie. Skærsilden er her et bjerg ved navn Purgatorium og består af syv afsatser, også kaldet bodskredse, der hver især hører til en af de syv dødssynder. Ved at gå hele vejen til næste afsats, renses pønitenten for sine synder og kommer til sidst i paradis. I Den kommende opstand er paradis ikke nogen endelig befrielse, som var det dagen efter opstanden eller revolutionen. Ifølge den usynlige komité er opstanden i sig selv paradis.
Strukturen fra Den guddommelige komedie, som siden bliver grunden til Den kommende opstand, optegnes i Tiqqun-teksten "... as a science of apparatusses":
| Citat | However, the revolutionary process is either a process of a general increase in power or it is nothing at all. Its Hell is the experience and science of apparatuses, its purgatory the distribution of this science and the flight from apparatuses, its Paradise insurrection, the destruction of apparatuses. And it falls to each of us to play out this divine comedy, like an irrevocable experiment." (... as a science of apparatusses, 2011, semiotexte: s. 168) | Citat |
|       | |       |

## Tarnac 9
Tyve unge mellem 22 og 34 fra landsbyen Tarnac i Frankrig, blev i november 2008 arresteret af fransk gendarmeri, der indtog landsbyen med helikoptere, hunde og drog de mistænkte ud af deres senge. Ni af de unge blev anklaget for at have forsinket og saboteret højhastighedstogtrafikken, ved at have smidt kroge op ledningerne. En af de ni blev anklaget for at have skrevet Den kommende opstand. Senere dukkede et tysk kommuniké op, der tog ansvar for sabotagen. Men endnu en af de unge blev arresteret, og i Frankrig kører sagen videre, nu med ti anklagede. Efter frigivelse fra varetægtsfængsel, blev de nægtet tilladelse til at se hinanden. Siden december 2009 har de bestemt sig for ikke længere at respektere de juridiske indskrænkninger. I et fælles kommuniké siger de ti:
| Citat | You are walking on the street with three friends. According to the cops who follow you, “the four subjects headed in the direction of . . .” After months of being separated, you re-unite with someone who is dear to you. In judicial jargon, this is a “fraudulent consultation.” If you do not renounce the loyalty supposed by friendship, even when facing adversity, you are obviously part of a “criminal association.” ... We are deserting. We will no longer check in [with our supervisors] and we think it will be good to see each other again, as we have already done to write this very text. | Citat |
|       | |       |